# اگر من ایمانم را نسبت به تو از دست بدهم
«اگر من ایمانم را نسبت به تو از دست بدهم» تک‌آهنگی از هنرمند اهل بریتانیا استینگ است که در سال ۱۹۹۳ میلادی منتشر شد. این تک‌آهنگ در آلبوم ده قصه دعوت قرار گرفته‌است.